# Marianne Kesting
Marianne Kesting (* 16. März 1930 in Bochum; † 21. November 2021 in Köln) war eine deutsche Literaturwissenschaftlerin (Komparatistin), Literaturkritikerin, Biografin und Essayistin.

## Leben und Werk
Marianne Kesting bestand 1950 in Wetter an der Ruhr das Abitur und studierte zunächst Geige und Musik an der Hochschule für Musik Freiburg. 1953 begann sie in München ein Studium der Neueren Germanistik, Musik- und Theaterwissenschaft, das sie 1957 mit einer Promotion abschloss. Ihre Dissertation behandelte das Epische Theater. Zusammen mit Tankred Dorst hat sie in den 1960er Jahren die Abteilung werkbücher in der Reihe collection theater des Verlags Kiepenheuer & Witsch herausgegeben. Nach längerer Arbeit als Theater-, Literatur- und Kunstkritikerin, seit 1963 auch als Leiterin der Literaturabteilung des Hessischen Rundfunks, sowie Aufenthalten in Rom und Paris habilitierte sich Marianne Kesting 1971 in Köln und nahm 1972 zunächst einen Ruf an die Universität Bielefeld an, bevor sie 1975 einem Ruf auf den Lehrstuhl für Allgemeine und Vergleichende Literaturwissenschaft an der Ruhr-Universität Bochum folgte. Sie war Mitglied im PEN-Zentrum Deutschland.
Große Verbreitung erreichte Marianne Kestings 1959 erschienene Biografie Bertolt Brechts, die noch von eigener Anschauung von Brechts Wirken im Berliner Ensemble im Ost-Berlin der Nachkriegszeit zehrte. Neben weiteren Büchern verfasste sie zahlreiche Aufsätze und Feuilletons in der Fach- und Publikumspresse sowie für das Radio. Damit verkörpert sie eine Literaturwissenschaft, die kritischen Kontakt zur Gegenwartsliteratur und -kunst pflegt. Marianne Kestings wissenschaftliche und kritische Einsätze konvergieren im Projekt einer Theorie der Moderne im engeren literarischen, aber auch im weiteren ästhetischen Sinn:
„Vielleicht wird in künftigen Jahren die große revolutionäre Bewegung der modernen Ästhetik, die uns oft als vielschichtiges Durcheinander von einzelnen Strömungen, Richtungen und Konzeptionen erscheinen will, einmal als ein geistiges Gebäude wahrgenommen werden, das nach genau diagnostizierbaren großen Plänen konstruiert ist.“ (Vermessung des Labyrinths, 1965)
Diesem Programm folgend hat sie eine Reihe von vielbeachteten, weit ausgreifenden Abhandlungen vorgelegt, so ihre Aufsätze über die Leere und das Weiße sowie über Das lebendige Portrait.
Marianne Kesting war die Schwester des 1975 verstorbenen Soziologen Hanno Kesting, mit dem sie sich geistig austauschte. Dessen intellektueller Mentor Carl Schmitt versuchte, seine (Schmitts) Rolle im Nationalsozialismus zu rechtfertigen, indem er sich allegorisch auf Herman Melvilles Erzählung Benito Cereno berief. In der Folge erarbeitete Marianne Kesting in Auseinandersetzung und in persönlichem Kontakt mit Schmitt eine Dokumentation zur Geschichte des Sklavenhandels in Amerika sowie eine Rezeptionsgeschichte und historisch-philologische Analyse von Melvilles Text.
1995 wurde Marianne Kesting in Bochum emeritiert. Danach lebte sie in Köln, wo sie 2021 verstarb und auf dem Melatenfriedhof (Flur 34 (Nº 90)) in Köln-Lindenthal beigesetzt wurde.

## Veröffentlichungen (Auswahl)
- Bertolt Brecht in Selbstzeugnissen und Bilddokumenten. Rowohlt, Hamburg 1959 (37. Aufl. 1998, ISBN 978-3-499-50037-4).
- Das epische Theater. Zur Struktur des modernen Dramas. W. Kohlhammer, Stuttgart 1959 (8. Aufl. 1989, ISBN 978-3-17-010641-3).
- Panorama des zeitgenössischen Theaters. 50 literarische Porträts. R. Piper, München 1962 (revidierte und erweiterte Neuaufl. 1969).
- Vermessung des Labyrinths. Studien zur modernen Ästhetik. S. Fischer, Frankfurt am Main 1965.
- Entdeckung und Destruktion. Zur Strukturumwandlung der Künste. Fink, München 1970.
- Auf der Suche nach der Realität. Kritische Schriften zur modernen Literatur. R. Piper, München 1972, ISBN 3-492-01934-X – Inhaltsverzeichnis (PDF; 0,1 MB).
- Herman Melville: Benito Cereno. Vollständiger Text der Erzählung (übers. von W. E. Süskind). Dokumentation. Ullstein, Frankfurt am Main / Berlin / Wien 1972, ISBN 3-548-03932-4 (2., erweiterte Aufl. Insel, Frankfurt am Main 1983, ISBN 3-458-32344-9).
- Die Diktatur der Photographie. Von der Nachahmung der Kunst bis zu ihrer Überwältigung. R. Piper, München / Zürich 1980, ISBN 978-3-492-02592-8.